# Cjenovni rat
Rat cijena, komercijalna je konkurencija koju karakterizira opetovano snižavanje cijena ispod cijena konkurencije. Jedan će konkurent sniziti cijenu (smanjenjem stope marže), a drugi će odgovoriti sniženjem svoje cijene. Ako netko od njih ponovno smanji cijenu, započinje novi krug sniženja. Kratkoročno, cjenovni ratovi su dobri za kupce koji mogu iskoristiti niže cijene za povećanu kupovinu. Često nisu dobre za uključene tvrtke, jer niže cijene smanjuju dobit (profit) i mogu ugroziti njihov opstanak.
Srednjoročno i dugoročno, cjenovni ratovi mogu biti dobri za vladajuće tvrtke u industriji. Obično se manje, marginalnije tvrtke ne mogu natjecati i moraju se zatvoriti. Preostale tvrtke apsorbiraju tržišni udio onih koji su zatvoreni. Pravi gubitnici su, dakle, marginalne tvrtke i njihovi ulagači. Dugoročno, potrošač također može izgubiti. Uz manje tvrtki u industriji, odnosno manje ponude na tržištu, cijene mogu imati tendenciju rasta i ponekad biti veće nego prije početka rata cijena.